# 16986 Archivestef
16986 Archivestef è un asteroide della fascia principale. Scoperto nel 1999, presenta un'orbita caratterizzata da un semiasse maggiore pari a 2,3022964 UA e da un'eccentricità di 0,1594101, inclinata di 2,20779° rispetto all'eclittica.